# USA DSB 10 x så live

USADSB 10 x og så live er det første live album fra den danske rockgruppe Nephew. Man kunne downloade sange fra cd'en i løbet af deres turné i 2004. Men albummet i sin helhed udkom først 22. november 2004.

## Spor
1. "Movie klip" (Live Vega København)
2. "Superliga" (Live Gimle Roskilde)
3. "Blå & Black" (Live Voxhall Århus)
4. "Milk & Wine" (Live Magasinet Odense)
5. "Dårlig træning" (Live Tobakken Esbjerg)
6. "En Wannabe Darth Vader" (Live Godset Kolding)
7. "Worst/Best Case Scenario" (Live Studenterhuset Aalborg)
8. "Ordenspoliti" (Live Voxhall Århus)
9. "USADSB" (Live Vega København)
10. "Bazooka" (Live Fermaten Herning)